# Asperö
Asperö is een plaats en eiland in de gemeente Göteborg in het landschap Västergötland en de provincie Västra Götalands län in Zweden. De plaats heeft 424 inwoners (2005) en een oppervlakte van 33 hectare. Het eiland ligt in het Kattegat en maakt deel uit van het zuidelijke deel van de Göteborg-archipel. Het eiland bestaat uit op sommige plaatsen begroeide rotsen en is met het vasteland verbonden via een veerboot.